# Hồ Finger

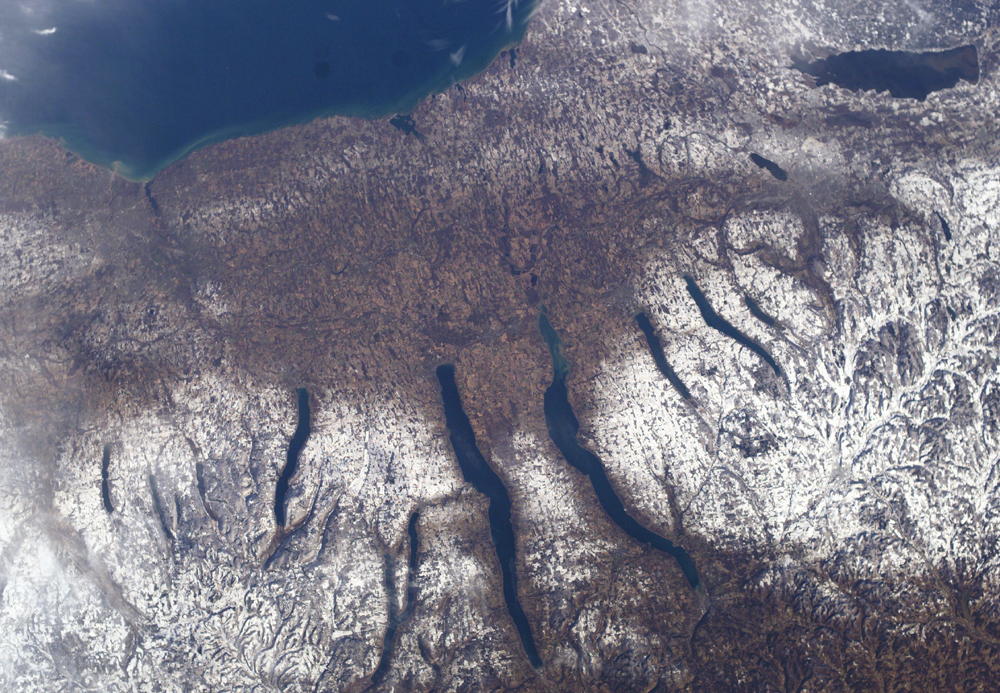
Hình ảnh vệ tinh hôg Finger New York.

Hồ Finger là một chuỗi của các hồ ở phần phía tây-trung tâm của Thượng New York ở Hoa Kỳ và là một địa điểm du lịch phổ biến. Các hồ là tuyến tính trong hình dạng, mỗi hồ nước theo định hướng trên một trục Bắc-Nam. Hai hồ dài nhất, hồ Cayuga và hồ Seneca nằm trong số các sâu nhất ở Hoa Kỳ, cả hai có chiều dài gần 40 dặm Anh (64 km) từ đầu đến cuối, và không bao giờ hơn 3,5 dặm (5,6 km). Cayuga là hồ dài nhất (38,1 km, 61 km) và Seneca là hồ lớn nhất về tổng diện tích. Seneca là hồ sâu nhất (618 feet, 188 m), tiếp theo Cayuga (435 feet, 133 m), với đáy của họ thấp hơn mực nước biển. Các hồ lớn nhất giống như những hồ khác về hình dạng, mà chung nhắc nhở các nhà hoạch định đầu bản đồ của các ngón tay của bàn tay. Oneida hồ thường không được coi là một trong những hồ ngón tay, nhưng nó đôi khi được gọi là "ngón tay cái".